# سیارک ۱۸۷۸۶
سیارک ۱۸۷۸۶ (به انگلیسی: 18786 Tyjorgenson، نامگذاری:1999JS53) هجده هزار و هفتصد و هشتاد و ششمین سیارک کشف شده‌است که در ۱۰ مه ۱۹۹۹ کشف شد.
قدر مطلق سیارک برابر ۲۰.۴ است.